# 海梅·尼尔森

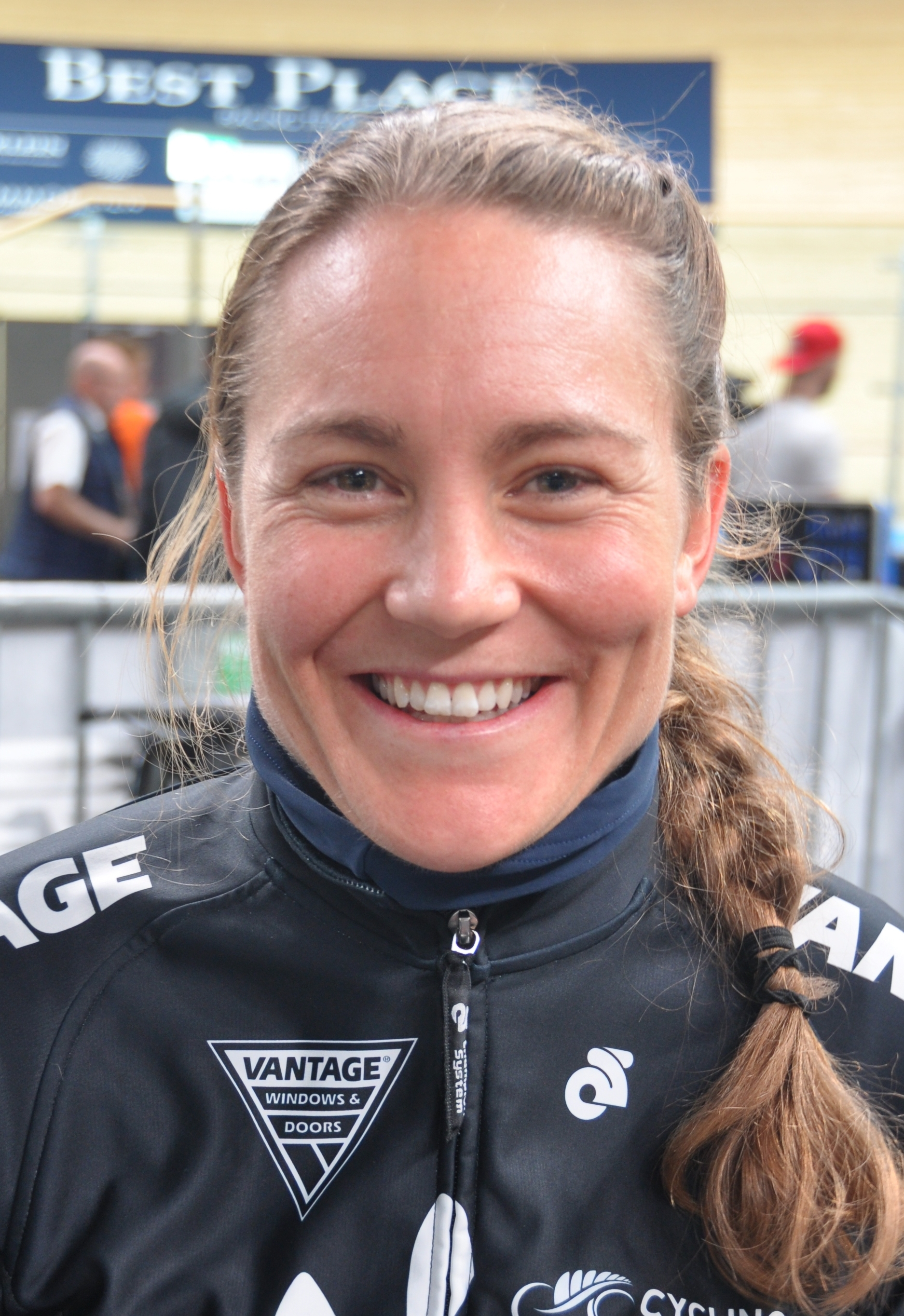
來自紐西蘭的自行車手：海梅·尼尔森

海梅·尼尔森（英語：Jaime Nielsen，1985年9月3日—）是一名新西兰场地和公路自行车运动员，和一名前赛艇运动员。她曾参加2012年伦敦奥运和2016年里约奥运，其中前者在女子团体追逐赛上获得第五名，后者在女子团体追逐赛铜牌赛上不敌加拿大队获得第四名。